# ولیه پولیه (توتین)
ولج پلج (توتین) (به لاتین: Velje Polje (Tutin)}} یک عوارض جغرافیایی در صربستان است که در توتین، صربستان واقع شده‌است.

## خصوصیات
ولج پلج ۲۵۱ نفر جمعیت دارد.